# 데스트리어

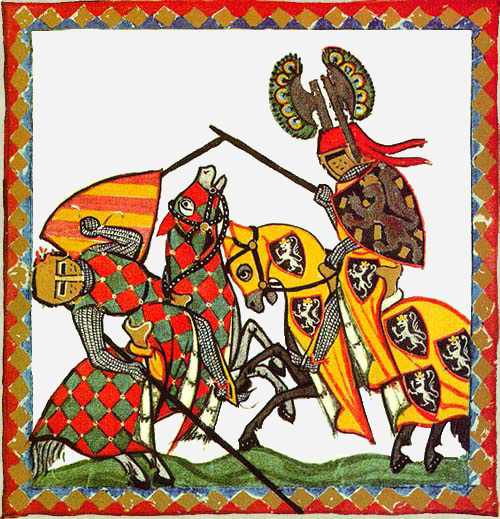

데스트리어(destrier)는 중세 군마 중 가장 높은 등급의 말로 기사가 전쟁, 토너먼트, 마상창시합 등에 참여할 때 탔다. 군사적 가치가 높았기에 중세 당대의 문헌들에는 Great Horse라고도 불렀다.
데스트리어는 매우 가치있는 말이었기에 흔하지 않았고 대부분의 기사나 맨앳암즈들은 코서나 라운시(rouncey)를 타고 다녔다.